# The Australian
The Australian, cùng ấn bản The Weekend Australian, là một nhật báo khổ lớn do News Corp Australia xuất bản từ ngày 14 tháng 7 năm 1964. Là nhật báo duy nhất của Úc được phân phối trên toàn quốc, lượng độc giả của cả ấn bản in và báo điện tử tính đến tháng 9 năm 2019 là 2.394.000. Chủ trương biên tập của tờ báo được cho là trung hữu.